# إشمايل ميلر

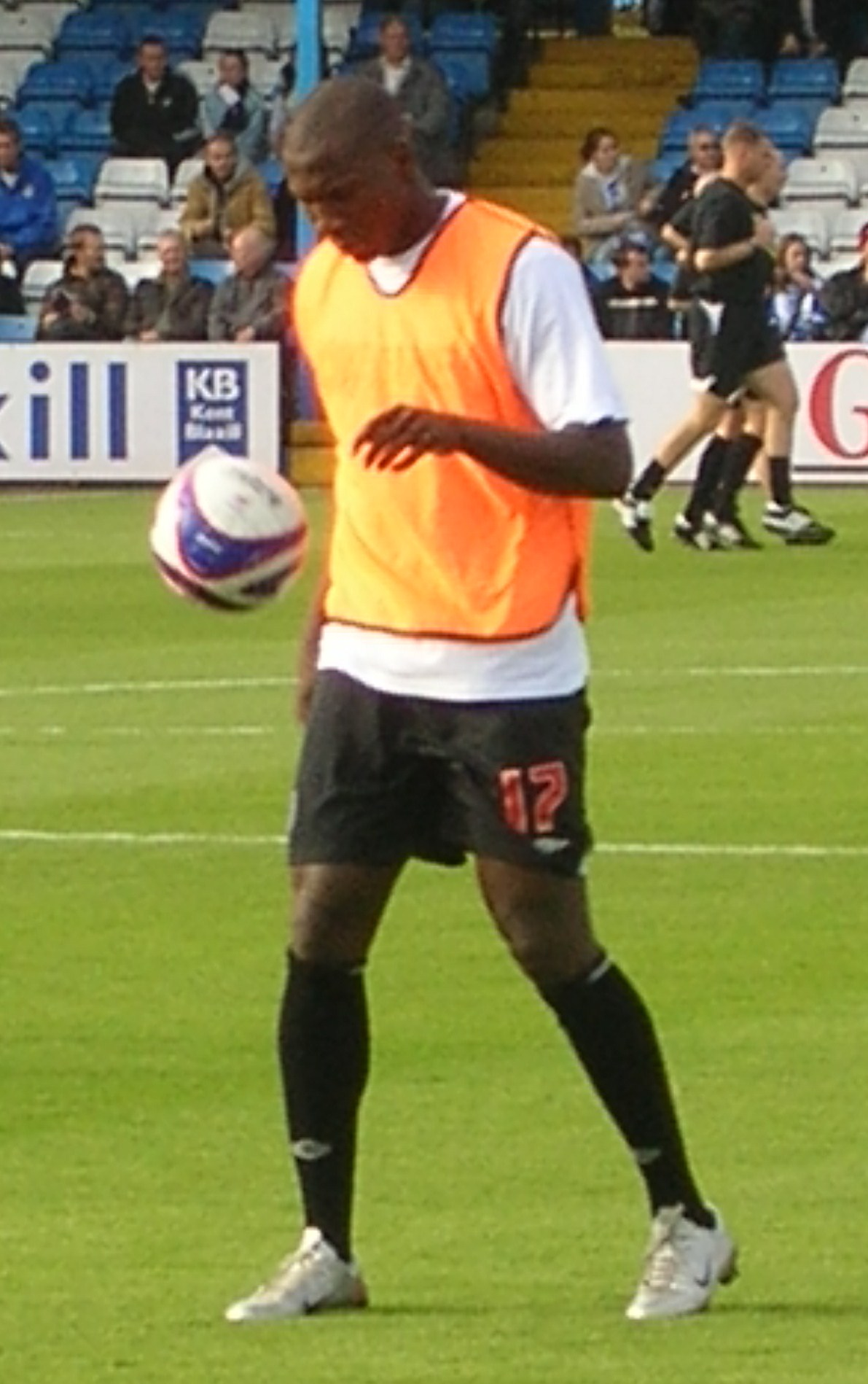
إشمايل ميلر

إشمايل ميلر (بالإنجليزية: Ishmael Miller)‏، من مواليد 5 مارس 1987 في مانشستر في إنجلترا، لاعب كرة قدم إنجليزي.
بدأ مسيرته الكروية مع نادي مانشستر سيتي في عام 2005، وهو يلعب حاليا مع نادي ويست بروميتش ألبيون.

## روابط خارجية
- إشمايل ميلر على موقع قاعدة بيانات كرة القدم.إي يو (الإنجليزية)
- إشمايل ميلر على موقع Soccerbase.com (لاعب) (الإنجليزية)
- إشمايل ميلر على موقع Soccerway.com (الإنجليزية)
- إشمايل ميلر على موقع عالم كرة القدم.نت (الإنجليزية)
- إشمايل ميلر على موقع كووورة